# Круглый (Воронежская область)
Круглый — посёлок в Бутурлиновском районе Воронежской области.
Входит в состав Бутурлиновского городского поселения. Площадь посёлка — 13,49 га.

## География

### Улицы
- ул. Звёздная.

## Население
| 2010 |
| ---- |
| 9    |